# Torymus longiscapus
Torymus longiscapus är en stekelart som beskrevs av Grissell 1976. Torymus longiscapus ingår i släktet Torymus och familjen gallglanssteklar. Inga underarter finns listade i Catalogue of Life.